# Соломино (Тверская область)
Соломино  — деревня в Ржевском районе Тверской области. Входит в состав сельского поселения «Хорошево».

## География
Находится в южной части Тверской области на расстоянии приблизительно 21 км по прямой на запад-северо-запад от вокзала станции Ржев-Балтийский.

## История
Деревня была отмечена еще на карте 1825 года. В 1859 году здесь (деревня Ржевского уезда Тверской губернии) было учтено 19 дворов, в 1939—35.

## Население
Численность населения: 90 человек (1859 год), 3 (русские 100 %) в 2002 году, 1 в 2010.